# Joan Gómez Pallarès
Joan Gómez Pallarès (Igualada, Anoia, 24 de juny de 1960) és filòleg clàssic, professor d'ensenyament secundari i professor universitari català i, des del juliol del 2018, director general de Recerca del Departament d'Empresa i Coneixement de la Generalitat de Catalunya. Des del maig del 2021, ocupa la mateixa Direcció General de Recerca, ara al Departament de Recerca i Universitats.
Doctorat en filologia clàssica per la Universitat Autònoma de Barcelona, ha estat professor titular de filologia llatina a la Universitat de Barcelona i és catedràtic de Filologia Llatina a la Universitat Autònoma de Barcelona des de 2002. Ha dirigit l'Institut Català d'Arqueologia Clàssica des de l'octubre de 2013 fins al juliol de 2018. Ha desenvolupat la seva carrera acadèmica al voltant del món clàssic.
Ha estat també catedràtic de llatí de l'IES Torras i Bages de l'Hospitalet de Llobregat (1983-1986) i ha fet estades de recerca pre i postdoctorals a Alemanya (Kommission für alte Geschichte und Epigraphik des deutschen Archäologischen Institut, a Múnic; i els departaments de Filologia Clàssica, Història Antiga i Filologia Llatina de l'Edat Mitjana i el Renaixement de la Universitat de Heidelberg), Itàlia (Centro Universitario Europeo per i Beni Culturali, a Ravello), Ciutat del Vaticà (Biblioteca Apostòlica Vaticana) i Bèlgica (universitats de Louvain-la-Neuve i Gant). Ha ocupat diversos càrrecs en l'àmbit universitari, havent estat degà de la facultat de Filosofia i Lletres a la UAB i també Vicerector de Doctorat i Formació Continuada, Vicerector d'Investigació i Vicerector de Política Econòmica i Planificació. També ha estat Vicepresident del Consorci de Biblioteques Universitàries de Catalunya, membre fundador de la Comisión de Apelaciones de l'Agència Nacional d'Avaluació de la Qualitat i Acreditació i membre del plenari de la CNEAI. Va ser secretari de l'Associació Catalana d'Entitats de Recerca (ACER). També ha estat membre del grup de treball de la 'Plataforma Coneixement Territori Innovació' i de la redacció de l'Agenda per a la innovació i la competitivitat de Catalunya 2015-2020. Va ser membre fundador de la Comissió d'Apel·lacions de l'Agència per a la Qualitat del Sistema Universitari de Catalunya.
Ha liderat més d'una trentena de projectes nacionals i internacionals i és autor d'una bibliografia de més de 300 referències sobre codicologia llatina i manuscrits de còmput, literatura i epigrafia llatines, crítica textual, gastronomia romana, història de les idees i història i antropologia del vi a l'antiguitat. Més enllà de la trajectòria acadèmica, Gómez Pallarès és una gran coneixedor i divulgador del vi natural, un dels experts a la Península. Es pot dir que és un referent en l'àmbit vinícola, en especial pel que fa als vins naturals i tots els valors i la filosofia de vida que contenen.

## Reconeixements
- Distinció per a la Promoció de la Recerca Universitària, concedida per la Generalitat de Catalunya (2000)[1]
- Medalla Narcís Monturiol, atorgada pel Govern de la Generalitat de Catalunya (2018)[3]